# Мармуровий палац (Потсдам)
Мармуровий палац (нім. Marmorpalais) — палац у стилі раннього класицизму, розташований у Новому саду Потсдама на березі Святого озера. 
Побудований в 1787 - 1792 рр за вказівкою короля Пруссії Фрідріха Вільгельма II архітектором Карлом фон Гонтардом. 
З 1789 року у зведенні палацу брав участь автор Бранденбурзьких воріт у Берліні Карл Готтард Ланґганс.
Палац був запланований як нова резиденція художньо обдарованого короля. 
Оселившись у цій будівлі, племінник і спадкоємець бездітного Фрідріха II прагнув віддалитися як просторово, так і архітектурно від свого не дуже улюбленого дядька, який віддавав перевагу бароко і рококо.
Побудований з червоної цеглини Мармуровий палац є двоповерховою будівлею у формі квадрата. 
Дах палацу вінчає ротонда , з якої відкривається чудовий краєвид на околиці, в тому числі на острів Пфауенінзель, який прикрасив спеціально зведений палац Пфауенінзель. 
Свою назву палац отримав за сілезьким сірим і білим мармуром, що прикрасив фасад будівлі.
Від тераси, розташованої з боку озера, до води ведуть бічні сходи, де розташовувався човновий причал. 
Король із задоволенням катався на човні. 
Звідси можна було дістатися до берлінського палацу Шарлоттенбург.
На березі також розташовувався будинок палацової кухні, побудований Ланггансом в 1788-1790 роках у формі храмових руїн. 
Підземний хід з'єднував її з Гротовим залом на першому поверсі, який служив влітку їдальнею.
Вже за кілька років палац виявився малим. 
В 1797 році, в рік смерті Фрідріха Вільгельма II за проектом Міхаеля Філіпа Боумана почалося зведення бічних флігелів. 
Одноповерхові прямокутні будівлі ліворуч і праворуч будівничий поєднав із палацом галереями, колони яких були зроблені з мармуру фрідеріціанської колонади у парку Сан-Сусі. 
За сина і наступника короля Фрідріха Вільгельма III будівництво флігелів було припинено. 
У цьому стані палац побачив і принц Вільгельм, майбутній кайзер Вільгельм I, коли був змушений переселитися сюди на деякий час, чекаючи закінчення будівництва палацу Бабельсберг. 
Його брат, «романтик на троні» Фрідріх-Вільгельм IV доручив архітектору Людвігу Фердинанду Гессе внутрішнє оздоблення флігелів.
В 1881 - 1888 роках у Мармуровому палаці проживав із сім'єю принц Вільгельм, майбутній кайзер Вільгельм II. 
Останніми мешканцями Мармурового палацу королівської крові стали в 1904 році кронпринц Вільгельм, старший син кайзера Вільгельма II та його дружина Цецилія. 
В 1917 році вони переїхали в спеціально побудований для них найближчий палац Цецилієнгоф.
Після закінчення Першої світової війни, повалення монархії та суперечок між прусською державою та династією Гогенцоллернів в 1926 році Мармуровий палац був переданий управлінню прусських палаців, а в 1932 році в Мармуровому палаці відкрився музей.
Наприкінці Другої світової війни палац був сильно зруйнований бомбою, що впала на північний флігель і розірвалася в основному будівлі гранатою. 
1946 року радянська адміністрація відкрила у палаці будинок офіцерів.
Радянське МіГ на тлі Мармурового палацу, який став Німецьким армійським музеєм. 1964
В 1961 році в будівлі відкрився Німецький армійський музей, в експозиції якого була представлена військова техніка, військова форма та історичні документи. У дворі до 1989 року розміщувалися гармати, танк Т-34, торпедний катер, винищувач МіГ та ракета.